# Brachydesmus henrikenghoffi
Brachydesmus henrikenghoffi är en mångfotingart som beskrevs av Mrsic 1994. Brachydesmus henrikenghoffi ingår i släktet Brachydesmus och familjen plattdubbelfotingar. Inga underarter finns listade i Catalogue of Life.